# Seigneurie de Ravenstein
vers 1360 – 1794
Entités suivantes :
- Roer (Révolution française) puis Brabant-Septentrional

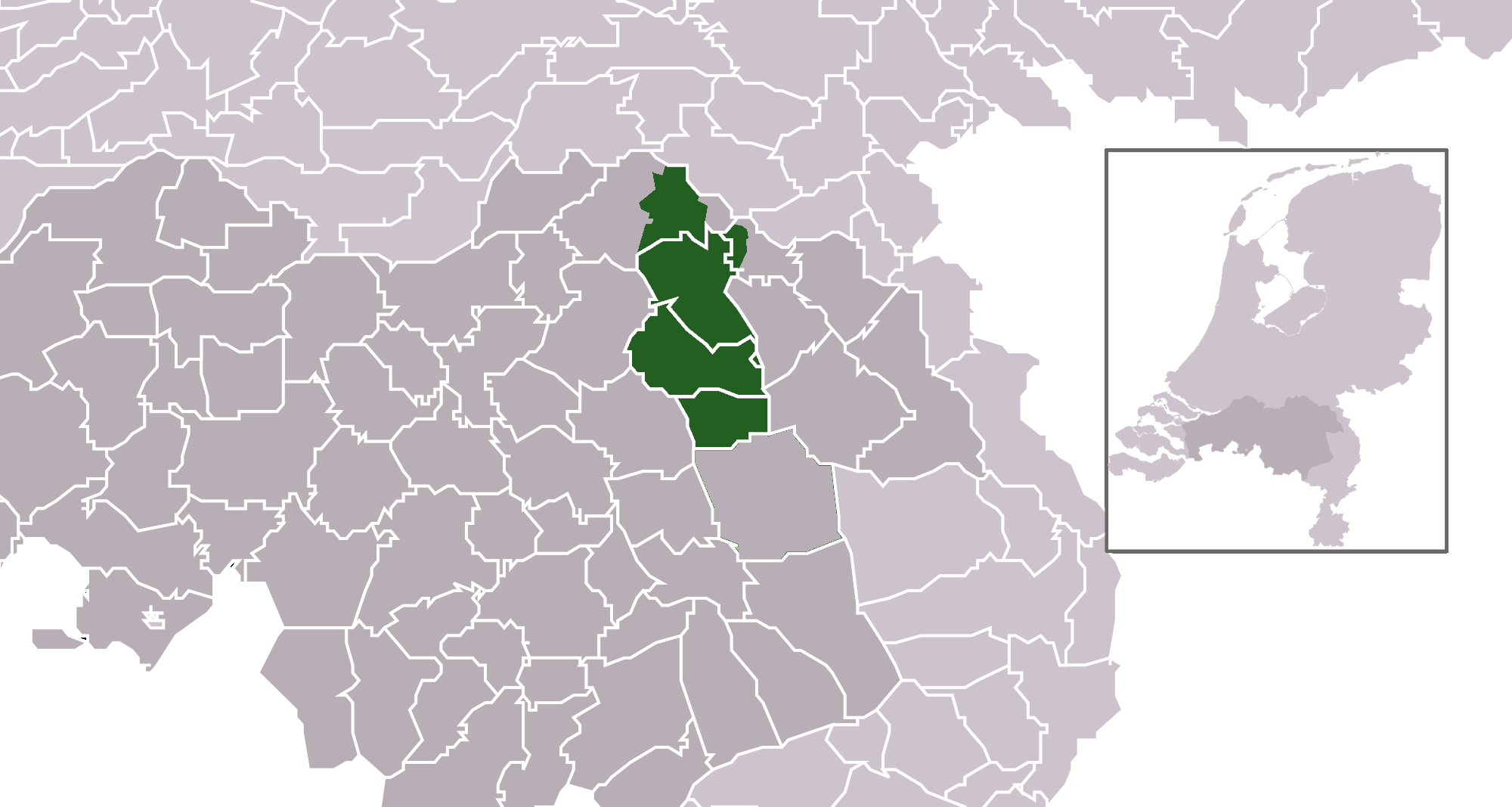
carte de la Seigneurie de Ravenstein au sein des Pays-Bas actuels.

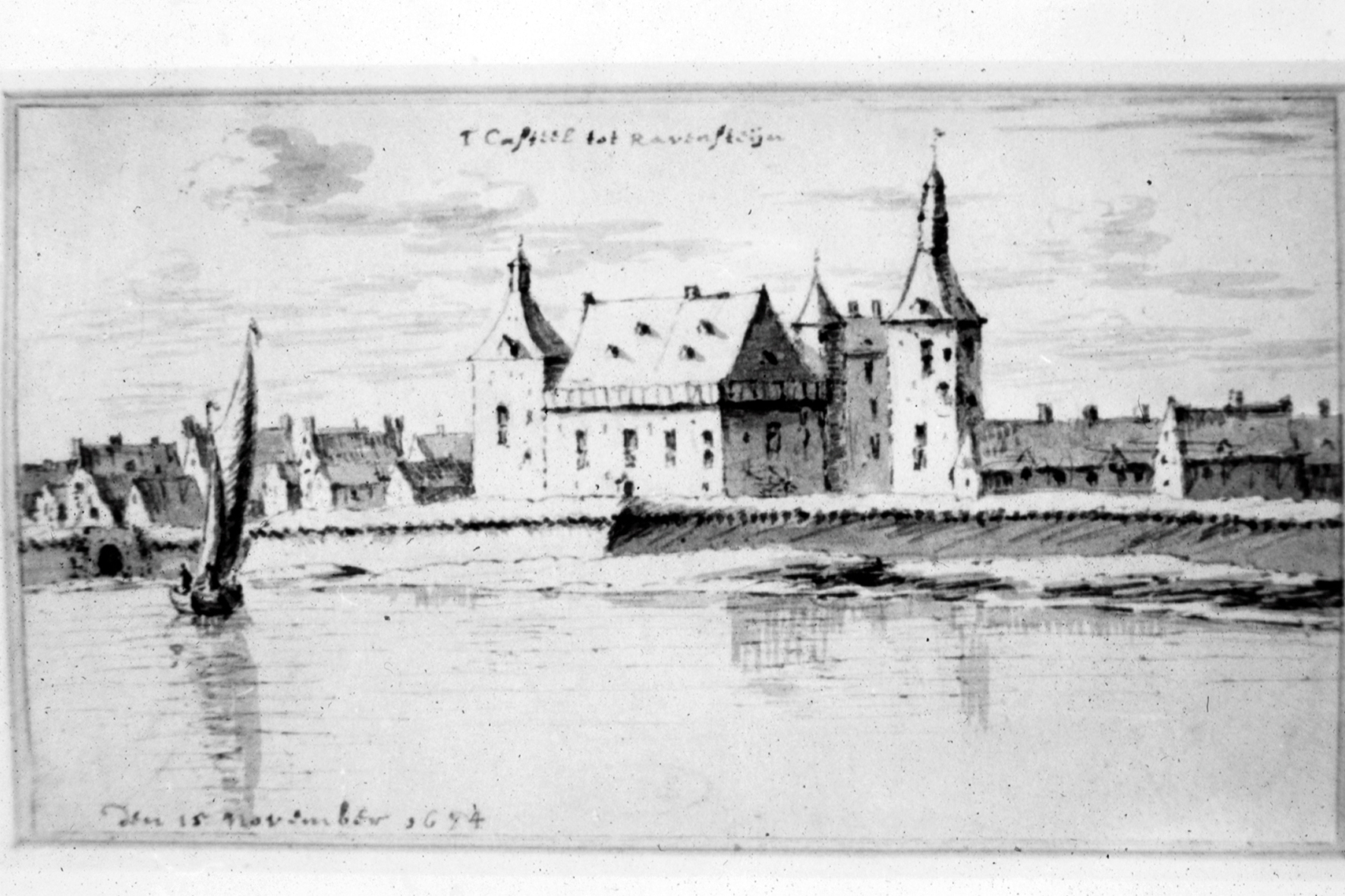
Château de Ravenstein en 1694

La seigneurie de Ravenstein ou terre de Ravenstein (en néerlandais : Heerlijkheid van Ravenstein ou Land van Ravenstein) était une zone indépendante le long de la Meuse pendant l'Ancien Régime qui comprenait notamment les villes de Ravenstein et Uden. Après 1815, elle est dissoute dans la province nouvellement constituée du Nord-Brabant .
La Seigneurie de Ravenstein ne faisait partie ni administrativement ni territorialement du duché de Brabant. Pour cette raison, elle a pu conserver son statut indépendant après 1648 et la guerre de quatre-vingts ans, tandis que le bailliage de Bois-le-Duc voisin a été cédé aux Provinces-Unies au sein du Brabant des États. Elle a pu conserver sa religion catholique et est passée entre les mains de plusieurs maisons royales allemandes, malgré la proximité de la république des Provinces-Unies qui est intervenue à plusieurs reprises pour la contrôler militairement.

## Étendue géographique
- Le Maaskantsgericht, proche de la Meuse, comprenait : Ravenstein, Demen, Dennenburg, Deursen, Herpen, Huisseling, Langel, Reek, Schaijk et Velp .
- Le Heikantsgericht, dans l'intérieur des terres, comprenait: Uden, Boekel, Zeeland, Volkel .

## Histoire
Le cœur de la seigneurie de Ravenstein se trouve dans l'actuel Herpen. Au Moyen Âge, ce lieu s'est développé en un centre de pouvoir le long de la Meuse, succédant au Terre d'Herpen (nl) et est devenu une seigneurie (heerlijkheid). Elle appartient aux seigneurs de Cuijk vers 1150. Lorsque la maison Van Valkenburg est entrée en possession de la terre d'Herpen au XIVe siècle, Walraven van Valkenburg (1339-1378) a fondé le château Ravenstein sur la Meuse en 1360. La ville de Ravenstein a été créée autour de ce château et a obtenu les droits de ville en 1380. Cette nouvelle ville supplante Herpen comme ville principale de la seigneurie, et devient également le chef-lieu du Maaskantsgericht, qui comprend les villages de Demen, Dennenburg, Deursen, Herpen, Huisseling, Langel, Reek, Schaijk et Velp .
Une deuxième division administrative, le Heikantsgericht,  avait pour chef-lieu le village d'Uden, et comprenait également les villages de Zeeland, Volkel et Boekel .
En 1397, le seigneur de Ravenstein fut capturé à la bataille de Kleverhamm et la Seigneurie passa aux mains du duché de Clèves . Lors de la guerre de succession de Juliers, à la suite de la mort sans enfants de Johan Willem van Kleef et Gulik en 1609, les troupes des Provinces-Unies occupent la Seigneurie en 1621. La zone a été attribuée au Brandebourg en 1624, à la suite du traité de Xanten (1614) qui met fin à la guerre.
En 1630, Ravenstein passe aux mains de la maison catholique allemande Palatinat-Neuburg. La garnison des Provinces-Unies quitte la ville temporairement, pour y revenir en 1635. Cependant, la liberté religieuse des catholiques n'est pas inquiétée par son voisin protestant. La Seigneurie de Ravenstein devient un refuge pour les ordres monastiques fuyant les Provinces-Unies, et les catholiques de l'autre côté de la frontière assistent à la messe dans les églises de la Seigneurie. Avec l'arrivée des Français en 1672 pendant la guerre de Hollande, la garnison des Provinces-Unies se retire. Les fortifications sont ensuite démolies.
Au début du XVIIIe siècle, Seigneur de Ravenstein  était le 21e et dernier titre de Charles XII de Suède  En 1735, l'église Sainte-Lucie  est construite à Ravenstein, la seule église baroque des Pays-Bas en dehors de la province de Limbourg.
En 1794, l'occupation française met fin à l'autonomie de la Seigneurie. Par proclamation du 21 octobre 1794, sa terre est annexée à la France et placée sous administration militaire provisoire. Le 23 janvier 1798, elle est rattachée au département de la Roer au sein de l'arrondissement de Clèves.
Le 5 janvier 1800, Ravenstein est cédée par la France à la République batave.
Après la chute de Napoléon est formé le royaume uni des Pays-Bas en 1815. L'ancien territoire de la Seigneurie de Ravenstein est fusionné définitivement au sein de la province du Brabant-Septentrional . Le château est entièrement démoli en 1818.